# Моря России
Россию омывают 15 морей, в том числе 1 замкнутое, 12 формальных и 2 неформальных. Из них 14 (за исключением замкнутого) принадлежат трём океанам, кроме того, южная часть восточного берега Камчатки, восточные и юго-восточные берега большинства Курильских островов омываются непосредственно Тихим океаном, той его частью, которая не входит ни в одно море. При этом 3 моря относятся к Атлантическому океану, 7 — к Северному Ледовитому, 4 — к Тихому. Степень контроля и хозяйственного освоения различных морей Россией существенно различаются. Акватории многих морей Россия делит с другими странами.

## Моря Атлантического океана, омывающие Россию
- Балтийское море
- Чёрное море
- Азовское море

## Моря Северного Ледовитого океана, омывающие Россию
- Баренцево море
- Белое море
- Карское море
- Море Лаптевых
- Восточно-Сибирское море
- Чукотское море
- Печорское море (неформальное)

## Моря Тихого океана, омывающие Россию
- Берингово море
- Японское море
- Охотское море
- Шантарское море (неформальное)

## Моря бессточных областей, омывающие Россию

Каспийское побережье России

- Каспийское море (замкнутое, может классифицироваться либо как самое большое бессточное озеро, либо как полноценное море)

## Приморские города России
Приморские территории Российской Федерации в значительной степени различаются степенью освоенности с точки зрения урбанизационных процессов. В стране выделяются 5 приморских макрозон урбанизации. В постсоветской России наиболее динамично развивались города более благоприятных по климатическим условиям Азово-Черноморской и Балтийской макрозон: между 1989 и 2002 годами юго-восточной зоне 32 % демографического роста «обеспечила» Махачкала, 13 % — Сочи, 11 % — Ростов-на-Дону, 10 % — Новороссийск и 6 % — Калининград. Вместе с тем и среди климатически северных регионов отмечались исключения — Нарьян-Мар и Салехард. При этом ведущим приморским урбанистическим центром России остаётся Санкт-Петербург, в котором в 2017 году проживало около половины приморского городского населения России.